# Prepona attalis
Prepona attalis är en fjärilsart som beskrevs av Hans Fruhstorfer 1916. Prepona attalis ingår i släktet Prepona och familjen praktfjärilar. Inga underarter finns listade i Catalogue of Life.